# Partij voor Rechtvaardigheid, Daadkracht en Vooruitgang
De Partij voor Rechtvaardigheid, Daadkracht en Vooruitgang (PRDV) was een politieke partij in Nederland.

## Ontstaan
De PRDV is opgericht in april 2005 door misdaadjournalist Peter R. de Vries, samen met oud-politiewoordvoerder Klaas Wilting en oud-voorzitter van Leefbaar Nederland Jan Nagel. Volgens De Vries was het niet een uitgesproken links of rechtse partij. Het was de bedoeling dat de PRDV in 2007 mee zou doen aan de Tweede Kamerverkiezingen. De afgekorte partijnaam komt overeen met de initialen van De Vries, wat De Vries afdeed als louter toeval. Veiligheid was een van de belangrijkste punten op het verkiezingsprogramma van de partij.

## Programmapunten
Op 31 oktober 2005 maakte Peter R. de Vries zijn partijprogramma bekend via een pamflet dat hij - in navolging van Maarten Luther - aan een deur wilde bevestigen; in dit geval van de Tweede Kamer. Belangrijke programmapunten waren onder andere de afschaffing van het bijzonder onderwijs, het gratis maken van het openbaar vervoer en het verhogen van de budgetten voor ontwikkelingssamenwerking. Ook wilde de partij de Eerste Kamer opheffen en pleitte ze voor een rechtstreeks gekozen premier.

## Geen verkiezingsdeelname
De Vries kondigde op een persconferentie na afloop aan dat hij zou afzien van deelname aan de verkiezingen als op 16 december 2005 uit een opiniepeiling niet zou blijken dat 41% van de kiesgerechtigden zijn partij een waardevolle aanvulling op de politiek zou vinden.
Op de bedoelde datum kondigde De Vries aan niet de politiek in te gaan. Uit opinieonderzoek van het NIPO bleek dat er niet voldoende steun was. Niet meer dan 31 procent van de kiesgerechtigden was het volgens het onderzoek eens met de stelling "Peter R. de Vries is een aanwinst voor de politiek".
Het verloop van het aantal zetels in de peilingen van Interview-NSS. Pieken zijn te zien na de oprichting in week 18 en na de bekendmaking van het partijprogramma in week 44.

## Relatie met 50PLUS
De PRDV is volgens het handelsregister een vervallen handelsnaam van de vereniging 50PLUS. De partij Onafhankelijke Ouderen- en Kinderen Unie (OokU) werd in 2009 opgericht als rechtsopvolger van de PRDV. OokU wijzigde in 2010 de naam in 50PLUS.